# Chiesa di San Massimo (Salerno)
La Chiesa di San Massimo di Salerno è una chiesa originariamente longobarda che si trova nel Centro Storico della città di San Matteo, sulle pendici iniziali del "Monte Bonadies" (dove sorge il castello longobardo di Arechi) .

## Storia
La chiesa si trova all'interno del Palazzo San Massimo, costruito dal Principe longobardo Guaiferio (861-888). Infatti quando il breve principato di Dauferio si concluse, il figlio Guaiferio vide confluire nelle proprie mani molti possedimenti e cercò di avviare una politica di accentramento patrimoniale. Benché quasi certamente non mancarono anche fattori di ordine religioso, quelli di natura pratica diedero probabilmente il via alla fondazione della chiesa di San Massimo.
Nel Codex diplomaticus Cavensis si trova l'atto di fondazione della chiesa, risalente all'868, voluta dallo stesso Guaiferio. In esso Guaifero dichiarava di aver interamente costruito la Chiesa di San Massimo proprio accanto alla sua casa. La sua famiglia longobarda poteva accedervi direttamente attraverso un andito coperto da volta a botte, probabilmente ancora oggi esistente e le era riservata una porta secondaria, che dava in un ambiente sottostante, dove era edificato (probabilmente) un altare in onore di San Bartolomeo.
La Chiesa fu abbellita nel secolo successivo e divenne parte del "Monastero di San Massimo", adiacente al ristrutturato ed ingrandito Palazzo San Massimo.
La chiesa con il palazzo ed il monastero passarono di proprieta in varie occasioni nei secoli successivi, a cominciare da quando -intorno al 1100- furono  date ai Benedettini dell'Abbazia di Cava, ma sprofondarono in uno stato di progressivo abbandono e la chiesa originale fu sconsacrata. Solo nel primo Settecento la chiesa fu completamente ristrutturata come nuova

## Caratteristiche

Pietra del pavimento nell'originale chiesa longobarda di San Massimo

Sono poche le vestigia che rerstano dell'originale chiesa longobarda. I resti della chiesa ristrutturata che vediamo oggi sono a navata semplice con pavimento lastricato con decorazioni.
Fu creata una nuova chiesa sul finire del Seicento con pavimenti maiolicati, con stucchi, un altare di stucco, e varie tele. Nel secolo successivo la navata principale venne coperta da "un soffitto piano a tavole dipinte, con un altare alla Paolina di stucco ed una statua di S.Michele e con una tribuna posteriore".
Nel primo Novecento il solaio della nuova chiesa fu sostituito con uno metallico.
Nel 2021-2023 sono state fatte notevoli ristrutturazioni nel Palazzo San Massimo e si spera di ottenere autorizzazioni a scavare sotto la chiesa originale longobarda, nella speranza di rinvenire una cripta contenente i resti di San Bartolomeo e dei possibili dipinti longobardi.

## Vedasi anche
- Palazzo San Massimo
- Chiesa di Santa Maria de Lama
- Chiesa di Sant'Andrea de Lavina
- Chiese di Salerno